# 融州路
融州路，元朝时设置的路。
至元十六年（1279年）升融州置，治所在融水县（今广西壮族自治区融水苗族自治县）。辖境相当今融江中游一带。属湖广等处行中书省。二十二年降为融州。